# Bologna Sezione Calcio 1932-1933
Questa voce raccoglie le informazioni riguardanti il Bologna Sezione Calcio nelle competizioni ufficiali della stagione 1932-1933.

## Stagione
Il Bologna nella stagione 1932-1933 si è classificato terzo nel campionato di Serie A con 42 punti, gli stessi del Napoli.

## Divise
| Casa | Trasferta |

## Organigramma societario
Area direttiva
- Presidente: Gianni Bonaveri[4]

Area tecnica
- Allenatore: József Nagy, poi Achille Gama (dalla 26ª giornata)[4]

## Rosa
| N. |                    | Ruolo | Calciatore          |
| -- | ------------------ | ----- | ------------------- |
|    | Italia (bandiera)  | P     | Mario Gianni        |
|    | Italia (bandiera)  | D     | Eraldo Monzeglio    |
|    | Italia (bandiera)  | D     | Felice Gasperi      |
|    | Uruguay (bandiera) | D     | Francisco Fedullo   |
|    | Italia (bandiera)  | D     | Ercole Minelli      |
|    | Italia (bandiera)  | D     | Dino Fiorini        |
|    | Italia (bandiera)  | C     | Mario Montesanto    |
|    | Uruguay (bandiera) | C     | Francesco Occhiuzzi |
|    | Italia (bandiera)  | C     | Gastone Martelli    |
|    | Italia (bandiera)  | C     | Gastone Baldi       |
|    | Italia (bandiera)  | C     | Pietro Genovesi     |
|    | Italia (bandiera)  | C     | Aldo Donati         |

| N. |                    | Ruolo | Calciatore        |
| -- | ------------------ | ----- | ----------------- |
|    | Italia (bandiera)  | C     | Ferruccio Ghidini |
|    | Italia (bandiera)  | C     | Francesco Boriani |
|    | Italia (bandiera)  | A     | Angelo Schiavio   |
|    | Italia (bandiera)  | A     | Bruno Maini       |
|    | Uruguay (bandiera) | A     | Raffaele Sansone  |
|    | Italia (bandiera)  | A     | Carlo Reguzzoni   |
|    | Italia (bandiera)  | A     | Gerardo Ottani    |
|    | Italia (bandiera)  | A     | Manfredo Grandi   |
|    | Italia (bandiera)  | A     | Amedeo Biavati    |
|    | Italia (bandiera)  | A     | Dino Poggi        |
|    | Italia (bandiera)  | A     | Giuseppe Muzzioli |

## Risultati

### Serie A

#### Girone di andata
| Padova 18 settembre 1932 1ª giornata | Padova           | 0 – 0 | Bologna | Stadio Silvio Appiani\| Arbitro: \| Mazzarini (Roma) \| |
| Arbitro:                             | Mazzarini (Roma) |       |         |                                                         |

| Arbitro: | Beretta (Novi Ligure) |

|                                   |           |  |
| Ottani 27’ Schiavio 48’ Maini 52’ | Marcatori |  |

| Palermo 2 ottobre 1932 3ª giornata | Palermo                | 0 – 0 | Bologna | Stadio del Littorio\| Arbitro: \| Bevilacqua (Viareggio) \| |
| Arbitro:                           | Bevilacqua (Viareggio) |       |         |                                                             |

| Arbitro: | Dattilo (Roma) |

|             |           |               |
| Sansone 75’ | Marcatori | 62’ Libonatti |

| Arbitro: | Mattea (Torino) |

|               |           |  |
| Ganduglia 65’ | Marcatori |  |

| Arbitro: | Scarpi (Dolo) |

|                         |           |  |
| Schiavio 57’ Ottani 59’ | Marcatori |  |

| Roma 6 novembre 1932 7ª giornata | Roma              | 0 – 0 | Bologna | Campo Testaccio\| Arbitro: \| Melandri (Savona) \| |
| Arbitro:                         | Melandri (Savona) |       |         |                                                    |

| Arbitro: | Barlassina (Novara) |

|             |           |             |
| Sansone 30’ | Marcatori | 17’ Petrone |

| Arbitro: | Mattea (Torino) |

|              |           |               |
| Levratto 46’ | Marcatori | 24’ Reguzzoni |

| Arbitro: | Melandri (Savona) |

|                                      |           |                |
| Reguzzoni 34’ Maini 62’ Schiavio 64’ | Marcatori | 19’ Gravisi II |

| Arbitro: | Bevilacqua (Viareggio) |

|                                 |           |                                      |
| Celoria 24’ Schiavetta 50’, 58’ | Marcatori | 4’, 49’, 51’ Schiavio 90’ Montesanto |

| Arbitro: | Pizziolo (Firenze) |

|                                                   |           |  |
| Schiavio 12’ Reguzzoni 37’ Maini 80’ Schiavio 83’ | Marcatori |  |

| Arbitro: | Mattea (Torino) |

|                         |           |                     |
| Ottani 34’ Schiavio 59’ | Marcatori | 57’, 82’ Arcari III |

| Arbitro: | Bevilacqua (Viareggio) |

|                             |           |                                  |
| Borel II 32’ Varglien I 73’ | Marcatori | 22’ (rig.) Monzeglio 29’ Fedullo |

| Arbitro: | Beretta (Novi Ligure) |

|                                                      |           |            |
| Schiavio 35’, 48’, 62’, 74’ Ottani 37’ Reguzzoni 68’ | Marcatori | 81’ Loetti |

| Arbitro: | Melandri (Genova) |

|  |           |                            |
|  | Marcatori | 65’ Reguzzoni 80’ Schiavio |

| Arbitro: | Rovida (Milano) |

|                                                      |           |  |
| Fedullo 41’ Ottani 43’ Sansone 49’ Schiavio 57’, 68’ | Marcatori |  |

#### Girone di ritorno
| Arbitro: | Bartolini (Pisa) |

|              |           |  |
| Schiavio 35’ | Marcatori |  |

| Arbitro: | Scarpi (Dolo) |

|             |           |              |
| Ferrero 50’ | Marcatori | 60’ Schiavio |

| Arbitro: | Salvagno (Trieste) |

|                             |           |  |
| Schiavio 1’, 4’ Sansone 32’ | Marcatori |  |

| Arbitro: | Guarnieri (Milano) |

|                              |           |                                |
| Rossetti 18’, 40’ (rig.) 46’ | Marcatori | 32’ (rig.) Monzeglio 33’ Maini |

| Bologna 19 marzo 1933 22ª giornata | Bologna         | 0 – 0 | Genova 1893 | Stadio del Littoriale\| Arbitro: \| Rovida (Milano) \| |
| Arbitro:                           | Rovida (Milano) |       |             |                                                        |

| Arbitro: | Bevilacqua (Viareggio) |

|                    |           |                               |
| Zanello 83’ (rig.) | Marcatori | 2’, 74’ Fedullo 82’ Reguzzoni |

| Arbitro: | Ciamberlini (Genova) |

|                            |           |                         |
| Reguzzoni 56’ Schiavio 62’ | Marcatori | 12’ Volk 75’ Costantino |

| Arbitro: | Mattea (Torino) |

|             |           |  |
| Borel I 78’ | Marcatori |  |

| Arbitro: | Melandri (Genova) |

|                            |           |             |
| Reguzzoni 13’ Schiavio 17’ | Marcatori | 4’ Levratto |

| Arbitro: | Beretta (Novi Ligure) |

|                                 |           |               |
| Sallustro I 44’ Ferraris II 55’ | Marcatori | 80’ Reguzzoni |

| Arbitro: | Borghetti (Ancona) |

|                                                                     |           |  |
| Ottani 12’, 49’ Reguzzoni 27’, 84’ Biavati 70’, 72’ Martelli II 80’ | Marcatori |  |

| Arbitro: | Mazzarini (Roma) |

|                           |           |  |
| Riccardi 15’ Cattaneo 18’ | Marcatori |  |

| Arbitro: | Mattea (Torino) |

|  |           |                               |
|  | Marcatori | 28’ Schiavio 52’, 68’ Biavati |

| Arbitro: | Carraro (Padova) |

|              |           |                       |
| Schiavio 65’ | Marcatori | 21’ Borel II 80’ Orsi |

| Arbitro: | Bevilacqua (Viareggio) |

|                                    |           |                               |
| Borsani 25’ Loetti 57’ Rossi I 60’ | Marcatori | 12’, 48’ Schiavio 71’ Biavati |

| Arbitro: | Rovida (Milano) |

|                                                 |           |             |
| Schiavio 41’ Fedullo 53’ Poggi 54’ Schiavio 89’ | Marcatori | 16’ Demaría |

| Arbitro: | Melandri (Genova) |

|              |           |  |
| Colaussi 42’ | Marcatori |  |

## Statistiche

### Statistiche di squadra
| Competizione | Punti | In casa | In casa | In casa | In casa | In casa | In casa | In trasferta | In trasferta | In trasferta | In trasferta | In trasferta | In trasferta | Totale | Totale | Totale | Totale | Totale | Totale | DR  |
| Competizione | Punti | G       | V       | N       | P       | Gf      | Gs      | G            | V            | N            | P            | Gf           | Gs           | G      | V      | N      | P      | Gf     | Gs     | DR  |
| ------------ | ----- | ------- | ------- | ------- | ------- | ------- | ------- | ------------ | ------------ | ------------ | ------------ | ------------ | ------------ | ------ | ------ | ------ | ------ | ------ | ------ | --- |
| Serie A      | 42    | 17      | 11      | 5       | 1       | 47      | 12      | 17           | 4            | 7            | 6            | 22           | 21           | 34     | 15     | 12     | 7      | 69     | 33     | +36 |

### Statistiche dei giocatori
| Giocatore     | Serie A  | Serie A |
| Giocatore     | Presenze | Reti    |
| ------------- | -------- | ------- |
| G. Baldi      | 12       | 0       |
| A. Biavati    | 7        | 5       |
| F. Boriani    | 1        | 0       |
| A. Donati     | 3        | 0       |
| F. Fedullo    | 30       | 5       |
| D. Fiorini    | 1        | 0       |
| F. Gasperi    | 31       | 0       |
| P. Genovesi   | 5        | 0       |
| F. Ghidini    | 2        | 0       |
| M. Gianni     | 34       | -33     |
| M. Grandi     | 5        | 0       |
| B. Maini      | 33       | 4       |
| G. Martelli   | 14       | 1       |
| E. Minelli    | 2        | 0       |
| M. Montesanto | 28       | 1       |
| E. Monzeglio  | 34       | 2       |
| G. Muzzioli   | 1        | 0       |
| F. Occhiuzzi  | 18       | 0       |
| G. Ottani     | 23       | 7       |
| D. Poggi      | 4        | 1       |
| C. Reguzzoni  | 26       | 11      |
| R. Sansone    | 27       | 4       |
| A. Schiavio   | 33       | 28      |

## Riserve
La squadra riserve del Bologna ha disputato nella stagione 1932-1933 il girone E del campionato di Prima Divisione.

### Rosa
| N. |                   | Ruolo | Calciatore        |
| -- | ----------------- | ----- | ----------------- |
|    | Italia (bandiera) | C     | Astorre Armaroli  |
|    | Italia (bandiera) | C     | Bartolini         |
|    | Italia (bandiera) | D     | Bernardi          |
|    | Italia (bandiera) | A     | Amedeo Biavati    |
|    | Italia (bandiera) | C     | Francesco Boriani |
|    | Italia (bandiera) | P     | Bruno Cassetti    |
|    | Italia (bandiera) | A     | Corrado Cavazza   |
|    | Italia (bandiera) | A     | Arcangelo Corazza |
|    | Italia (bandiera) | A     | Nello De Lorenzi  |
|    | Italia (bandiera) | C     | Aldo Donati       |

| N. |                   | Ruolo | Calciatore        |
| -- | ----------------- | ----- | ----------------- |
|    | Italia (bandiera) | D     | Dino Fiorini      |
|    | Italia (bandiera) | C     | Pietro Genovesi   |
|    | Italia (bandiera) | C     | Ferruccio Ghidini |
|    | Italia (bandiera) | A     | Manfredo Grandi   |
|    | Italia (bandiera) | P     | Adelmo Mattioli   |
|    | Italia (bandiera) | D     | Ercole Minelli    |
|    | Italia (bandiera) | A     | Giuseppe Muzzioli |
|    | Italia (bandiera) | A     | Dino Poggi        |
|    | Italia (bandiera) | A     | Luigi Ruggeri     |
|    | Italia (bandiera) | D     | Cesare Trentini   |